# Jugurrus
Jugurrus (łac. yugurrus) – tytuł władcy awarskiego w późnym okresie istnienia Kaganatu Awarów.
W źródłach frankońskich znajduje się informacja, że w 782 roku posłów na dwór króla Franków wysłali wspólnie kagan i jugurrus. Najprawdopodobniej oznacza to wykształcenie w II kaganacie systemu dwuwładzy charakterystycznego dla ludów koczowniczych, a najlepiej poznanego u Chazarów. Kagan był w nim przedstawicielem ciągłości władzy, gwarantem powodzenia ludu, nosicielem boskiego posłannictwa, natomiast faktyczną władzę sprawował jego zastępca, w przypadku Awarów – jugurrus. W przypadku niepowodzeń zabijano kagana, którego moc okazała się zbyt słaba. Czasem ginął również broniący go jugurrus.
Kroniki frankońskie podają, że po klęsce zadanej Awarom przez wojska Karola Wielkiego w 791 roku w kaganacie wybuchły walki wewnętrzne, które trwały od 792 do 795 roku. W zamieszkach stracili życie zarówno kagan jak i jugurrus.